# Turnverein Schönenwerd 2019-2020
Questa voce raccoglie le informazioni riguardanti il Turnverein Schönenwerd nella stagione 2019-2020.

## Organigramma societario
Area direttiva
- Presidente: Yves Künzli

Area tecnica
- Allenatore: Bujar Dervisaj
- Secondo allenatore: Łukasz Motyka

## Rosa
| N° | Nome               | Ruolo | Data di nascita  | Nazionalità sportiva |
| -- | ------------------ | ----- | ---------------- | -------------------- |
| 1  | Yves Roth          | O     | 8 maggio 1997    | Svizzera             |
| 2  | Janick Sommer      | C     | 27 ottobre 1989  | Svizzera             |
| 3  | Julian Fischer     | L     | 4 novembre 1996  | Svizzera             |
| 4  | Christopher Frame  | C     | 17 aprile 1996   | Svizzera             |
| 5  | Luca Ulrich        | S     | 12 gennaio 1997  | Svizzera             |
| 6  | Luca Häfliger      | S     | 8 maggio 1998    | Svizzera             |
| 7  | Luc Kiener         | L     | 3 dicembre 1999  | Svizzera             |
| 8  | Marcin Ernastowicz | S     | 31 luglio 1997   | Polonia              |
| 9  | Mischa von Burg    | C     | 24 maggio 1997   | Svizzera             |
| 11 | Leandro Gerber     | S     | 14 marzo 1991    | Svizzera             |
| 12 | Jérémy Tomassetti  | P     | 14 ottobre 1992  | Svizzera             |
| 12 | Tobias Moser       | P     | 19 luglio 2001   | Svizzera             |
| 13 | Leo Dillier        | S     | 29 aprile 2001   | Svizzera             |
| 13 | Luis Geiser        | O     | 16 febbraio 1988 | Svizzera             |
| 15 | Nikodem Wolański   | P     | 19 gennaio 1994  | Polonia              |
| 17 | Willian Bermudez   | O     | 5 agosto 1994    | Colombia             |

## Risultati

### Lega Nazionale A

#### Girone di andata
| 1ª giornata - 12 ottobre 2019 Sporthalle Tellenfeld, Amriswil | Amriswil        | 3 - 0 | Schönenwerd | 25-18, 25-14, 25-14        |
| 2ª giornata - 19 ottobre 2019 Betoncoupe Arena, Schönenwerd   | Schönenwerd     | 3 - 1 | Losanna UC  | 25-23, 25-23, 21-25, 32-30 |
| 3ª giornata - 20 ottobre 2019 Turnhalle Rain, Jona            | Jona            | 1 - 3 | Schönenwerd | 22-25, 16-25, 25-20, 22-25 |
| 4ª giornata - 27 ottobre 2019 Sporthalle Rankhof, Basilea     | Traktor Basilea | 0 - 3 | Schönenwerd | 18-25, 16-25, 14-25        |
| 5ª giornata - 3 novembre 2019 Betoncoupe Arena, Schönenwerd   | Schönenwerd     | 3 - 1 | Lucerna     | 25-23, 23-25, 25-13, 25-18 |
| 6ª giornata - 9 novembre 2019 Salle de Sport de Corsy, Lutry  | Lutry-Lavaux    | 0 - 3 | Schönenwerd | 20-25, 26-28, 15-25        |
| 7ª giornata - 16 novembre 2019 Betoncoupe Arena, Schönenwerd  | Schönenwerd     | 3 - 0 | Chênois     | 25-18, 25-15, 25-16        |
| 9ª giornata - 30 novembre 2019 Linthhalle SGU, Näfels         | Näfels          | 0 - 3 | Schönenwerd | 20-25, 23-25, 18-25        |

#### Girone di ritorno
| 10ª giornata - 7 dicembre 2019 Betoncoupe Arena, Schönenwerd      | Schönenwerd | 1 - 3 | Amriswil        | 18-25, 25-22, 21-25, 26-28        |
| 11ª giornata - 14 dicembre 2019 University Sports Hall, Losanna   | Losanna UC  | 3 - 0 | Schönenwerd     | 25-19, 25-22, 25-17               |
| 12ª giornata - 22 dicembre 2019 Betoncoupe Arena, Schönenwerd     | Schönenwerd | 3 - 0 | Jona            | 25-20, 25-17, 25-16               |
| 13ª giornata - 4 gennaio 2020 Betoncoupe Arena, Schönenwerd       | Schönenwerd | 3 - 1 | Traktor Basilea | 25-22, 25-16, 24-26, 25-17        |
| 14ª giornata - 11 gennaio 2020 Bahnhofhalle, Lucerna              | Lucerna     | 3 - 2 | Schönenwerd     | 17-25, 30-28, 18-25, 25-22, 16-14 |
| 15ª giornata - 18 gennaio 2020 Betoncoupe Arena, Schönenwerd      | Schönenwerd | 3 - 0 | Lutry-Lavaux    | 25-17, 25-14, 25-22               |
| 16ª giornata - 25 gennaio 2020 Centre Sportif Sous-Moulin, Thônex | Chênois     | 0 - 3 | Schönenwerd     | 24-26, 15-25, 16-25               |
| 18ª giornata - 8 febbraio 2020 Betoncoupe Arena, Schönenwerd      | Schönenwerd | 3 - 1 | Näfels          | 25-19, 23-25, 25-14, 25-22        |

#### Play-off scudetto
| Quarti di finale (gara 1) - 15 febbraio 2020 Betoncoupe Arena, Schönenwerd | Schönenwerd | 3 - 0 | Jona        | 25-19, 25-15, 26-24        |
| Quarti di finale (gara 2) - 22 febbraio 2020 Sportcenter Grünfeld, Jona    | Jona        | 1 - 3 | Schönenwerd | 25-22, 15-25, 17-25, 20-25 |
| Quarti di finale (gara 3) - 26 febbraio 2020 Betoncoupe Arena, Schönenwerd | Schönenwerd | 3 - 0 | Jona        | 25-13, 25-18, 25-20        |

### Coppa di Svizzera

#### Fase a eliminazione diretta
| Ottavi di finale - 12 gennaio 2020 Betoncoupe Arena, Schönenwerd  | Schönenwerd  | 3 - 0 | Chênois     | 25-11, 26-24, 25-22        |
| Quarti di finale - 2 febbraio 2020 Salle de Sport de Corsy, Lutry | Lutry-Lavaux | 0 - 3 | Schönenwerd | 0-25, 0-25, 0-25           |
| Semifinali - 23 febbraio 2020 Salle Dorigny, Losanna              | Losanna UC   | 3 - 1 | Schönenwerd | 25-17, 25-15, 19-25, 25-17 |

### Challenge Cup

#### Fase a eliminazione diretta
| Sedicesimi di finale (andata) - 11 dicembre 2019 Salle Colette-Besson, Rennes  | Rennes      | 3 - 0 | Schönenwerd | 25-16, 25-15, 25-17 |
| Sedicesimi di finale (ritorno) - 18 dicembre 2019 BetoncoupeArena, Schönenwerd | Schönenwerd | 0 - 3 | Rennes      | 18-25, 17-25, 17-25 |

## Statistiche

### Statistiche di squadra
| Competizione      | Punti | In casa | In casa | In casa | In trasferta | In trasferta | In trasferta | Totale | Totale | Totale |
| Competizione      | Punti | G       | V       | P       | G            | V            | P            | G      | V      | P      |
| ----------------- | ----- | ------- | ------- | ------- | ------------ | ------------ | ------------ | ------ | ------ | ------ |
| Lega Nazionale A  | 37    | 10      | 9       | 1       | 9            | 6            | 3            | 19     | 15     | 4      |
| Coppa di Svizzera | -     | 1       | 1       | 0       | 2            | 1            | 1            | 3      | 2      | 1      |
| Challenge Cup     | -     | 1       | 0       | 1       | 1            | 0            | 1            | 2      | 0      | 2      |
| Totale            | -     | 12      | 10      | 2       | 12           | 7            | 5            | 24     | 17     | 7      |

G = partite giocate; V = partite vinte; P = partite perse

### Statistiche dei giocatori
| Giocatore      | Challenge Cup | Challenge Cup | Challenge Cup | Challenge Cup | Challenge Cup |
| Giocatore      | P             | PT            | AV            | MV            | BV            |
| -------------- | ------------- | ------------- | ------------- | ------------- | ------------- |
| W. Bermudez    | -             | -             | -             | -             | -             |
| L. Dillier     | 2             | 0             | 0             | 0             | 0             |
| M. Ernastowicz | 2             | 9             | 9             | 0             | 0             |
| J. Fischer     | 2             | 0             | 0             | 0             | 0             |
| C. Frame       | 2             | 4             | 3             | 1             | 0             |
| L. Geiser      | -             | -             | -             | -             | -             |
| L. Gerber      | 2             | 14            | 9             | 4             | 1             |
| L. Häfliger    | -             | -             | -             | -             | -             |
| L. Kiener      | 2             | 0             | 0             | 0             | 0             |
| T. Moser       | -             | -             | -             | -             | -             |
| Y. Roth        | 2             | 16            | 14            | 2             | 0             |
| J. Sommer      | 2             | 3             | 3             | 0             | 0             |
| J. Tomassetti  | 2             | 0             | 0             | 0             | 0             |
| L. Ulrich      | 2             | 14            | 13            | 1             | 0             |
| M. von Burg    | 2             | 4             | 3             | 1             | 0             |
| N. Wolański    | 2             | 2             | 1             | 1             | 0             |

P = presenze; PT = punti totali; AV = attacchi vincenti; MV = muri vincenti; BV = battute vincenti

NB: Non sono disponibili i dati relativi alla Lega Nazionale A, alla Coppa di Svizzera e alla Supercoppa svizzera e di conseguenza quelli totali